# Bernhard Maria Alter
Bernhard Maria Alter OSB (* 1946 in Polen) ist ein polnischer Benediktinermönch und Ikonenmaler. Er war von 2018 bis 2023 Abt der Dormitio-Abtei in Jerusalem.

## Leben
Bernhard Maria Alter studierte in Krakau Philosophie und Theologie sowie in Russland Kunst. 1970 trat er im Marienkloster auf dem Jasna Góra im polnischen Wallfahrtsort Tschenstochau der Ordensgemeinschaft der Pauliner bei, wo er das Noviziat verbrachte und seine Profess ablegte. 1973 empfing er die Priesterweihe. Er war über 20 Jahre in der Seelsorge in Bayern tätig. Im Jahr 2000 schloss er sich den Benediktinern in der Dormitio-Abtei an und baute zusammen mit anderen Mönchen aus der Dormitio den wiederbegründeten Benediktinerkonvent in Hildesheim («Deutsche Vertretung der Benediktinerabtei Hagia Maria Sion Jerusalem») mit auf, wo er seit 2003 lebte.
Seit 2016 war er Novizenmeister in der Benediktinerabtei der Dormitio auf dem Berg Zion in Jerusalem. Er lebte gleichwohl als Eremit in der judäischen Wüste.
Am 20. Februar 2018 wählte die 20-köpfige Mönchsgemeinschaft der Dormitio-Abtei unter der Leitung des Abtpräses Ansgar Schmidt OSB Pater Bernhard Maria Alter  für acht Jahre zum Abt. Alter trat damit die Nachfolge von Gregory Collins OSB an, der 2016 zurückgetreten war. Zwischenzeitlich hatte Abtpräses Ansgar Schmidt OSB den Jerusalemer Mönch Nikodemus Schnabel OSB für die Dauer von längstens 18 Monaten zum Prior-Administrator eingesetzt.
Abt Bernhard Maria Alter hatte Ende 2022 seinen altersbedingten Rücktritt angeboten. Der Konvent der Dormitio-Abtei wählte Nikodemus Schnabel am 3. Februar 2023 zum Abt der Benediktinerabtei Dormitio und dem Priorat Tabgha am See Genezareth.